# Agata Stanisz
Agata Stanisz – polska antropolog, dr hab. nauk humanistycznych, profesor uczelni Wydziału Antropologii i Kulturoznawstwa Uniwersytetu im. Adama Mickiewicza w Poznaniu.

## Życiorys
W 2005 ukończyła studia etnologiczne na Uniwersytecie im. Adama Mickiewicza w Poznaniu, natomiast 15 listopada 2010 obroniła pracę doktorską Antropologia rodziny. Praktykowanie pokrewieństwa na przykładzie wybranych środowisk we współczesnej Polsce, 25 czerwca 2019 habilitowała się na podstawie oceny dorobku naukowego i pracy zatytułowanej Antropologia nowych mobilności (w praktyce) wobec tematów modernizacji, lokalności, translokalności i bezruchu.
Objęła funkcję profesora uczelni na Wydziale Antropologii i Kulturoznawstwa Uniwersytetu im. Adama Mickiewicza w Poznaniu.

## Publikacje
- 2010: Kinship and Social Security in Poznań[1]
- 2010: Some aspects of Family Life in Dziekanowice. An Ethnographic Account[1]
- 2015: Cultures of motorway. Localities through mobility as an anthropological issue[1]
- 2017: Ruchome modernizacje. Między Autostradą Wolności a „starą dwójką"[1]
- 2017: Tractor unit acoustemology. Sounds of a dwelling on the road[1]